# Tranchefile

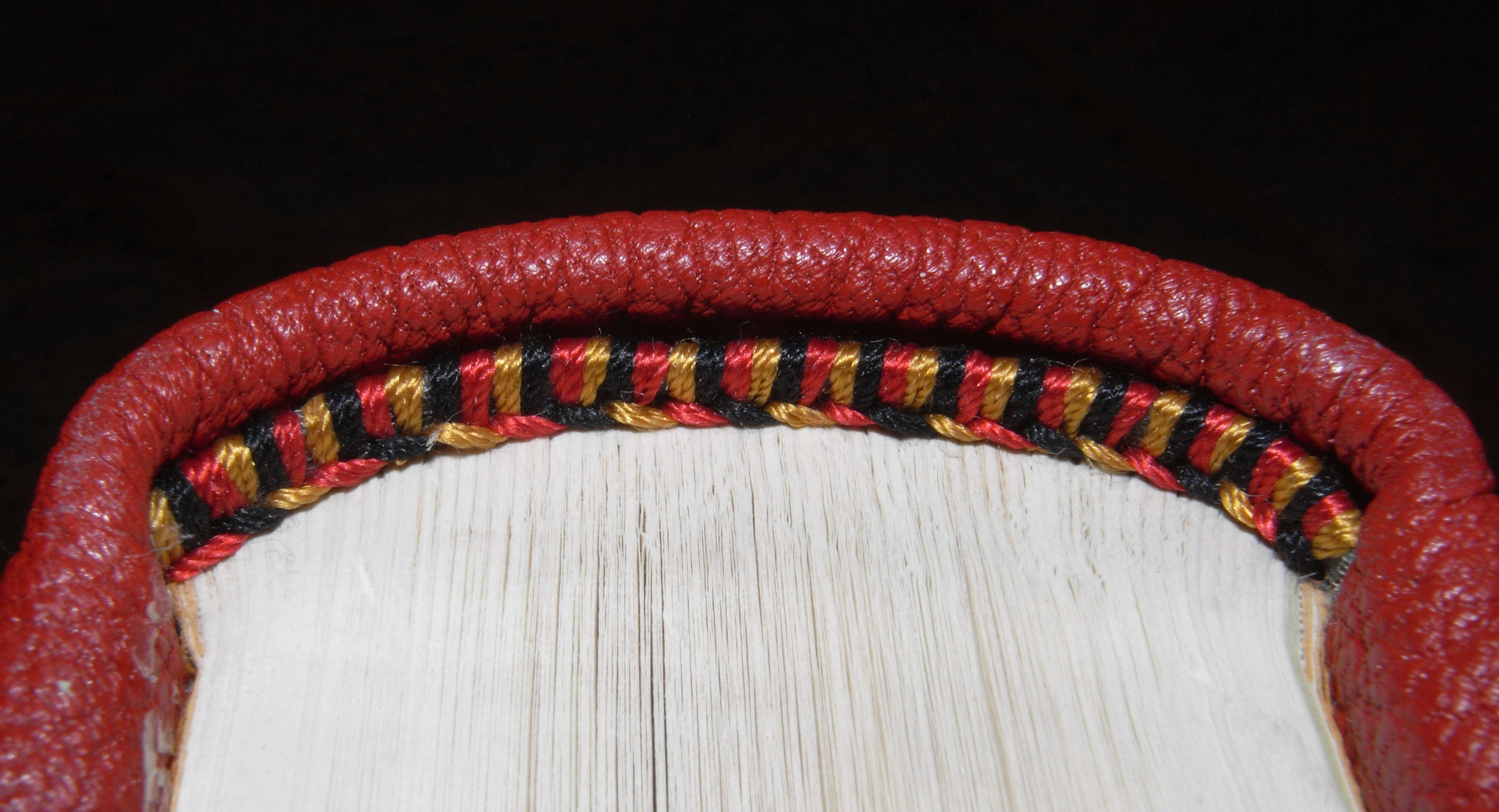
Tranchefile simple tricolore, brodée à la main sur bâtonnet.

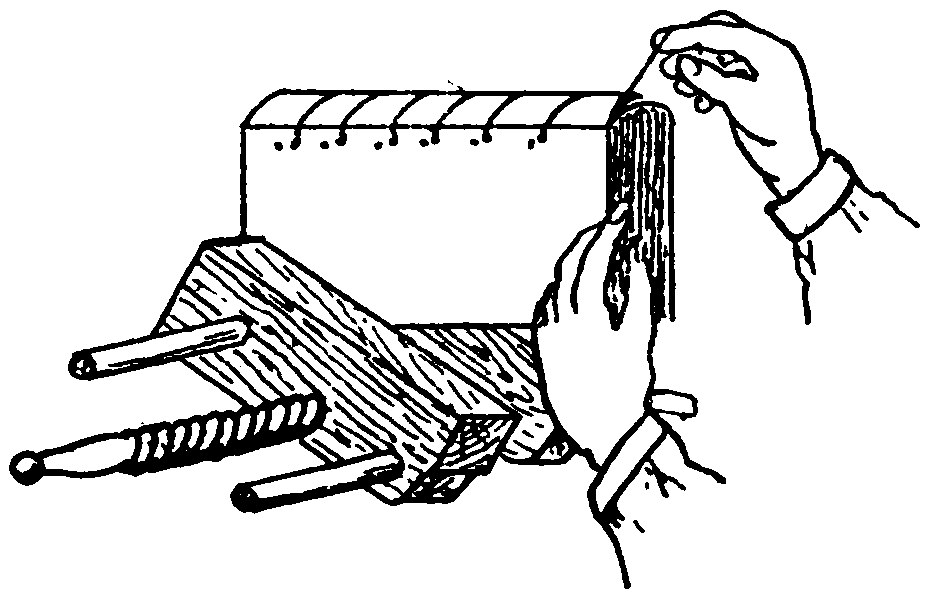
Confection d'une tranchefile.

La tranchefile est un terme utilisé en reliure pour désigner un galon ou une broderie en fils de soie de couleurs, placée en tête et en queue du corps d'ouvrage. 
Ce petit bourrelet entouré de fils, garnit et renforce le haut et le bas du dos d’une reliure afin de maintenir les cahiers assemblés ; il renforce par ailleurs les coiffes.
Les tranchefiles brodées à la main peuvent être notamment simples ; « à chapiteau » (brodées sur un double niveau) ou « à passe » (brodées sur une lanière de peau ou septain, fixé aux ais ou aux cartons).

## Nom et étymologie
Le mot « tranchefile » vient de « trancher » et « filer ». La tranchefile désignait aussi la « couture en forme de bordure dans l’intérieur des souliers », que l'on « tranchait et filait » (comme pour les livres). 
Le mot fut aussi écrit successivement « tranche-file » (au féminin) et « trenchefile » (au masculin) au XVIIe siècle, jusqu'à ce que l'Académie française adopte en 1694 l'orthographe qu'on lui attribue toujours au XXIe siècle.

## Fonction

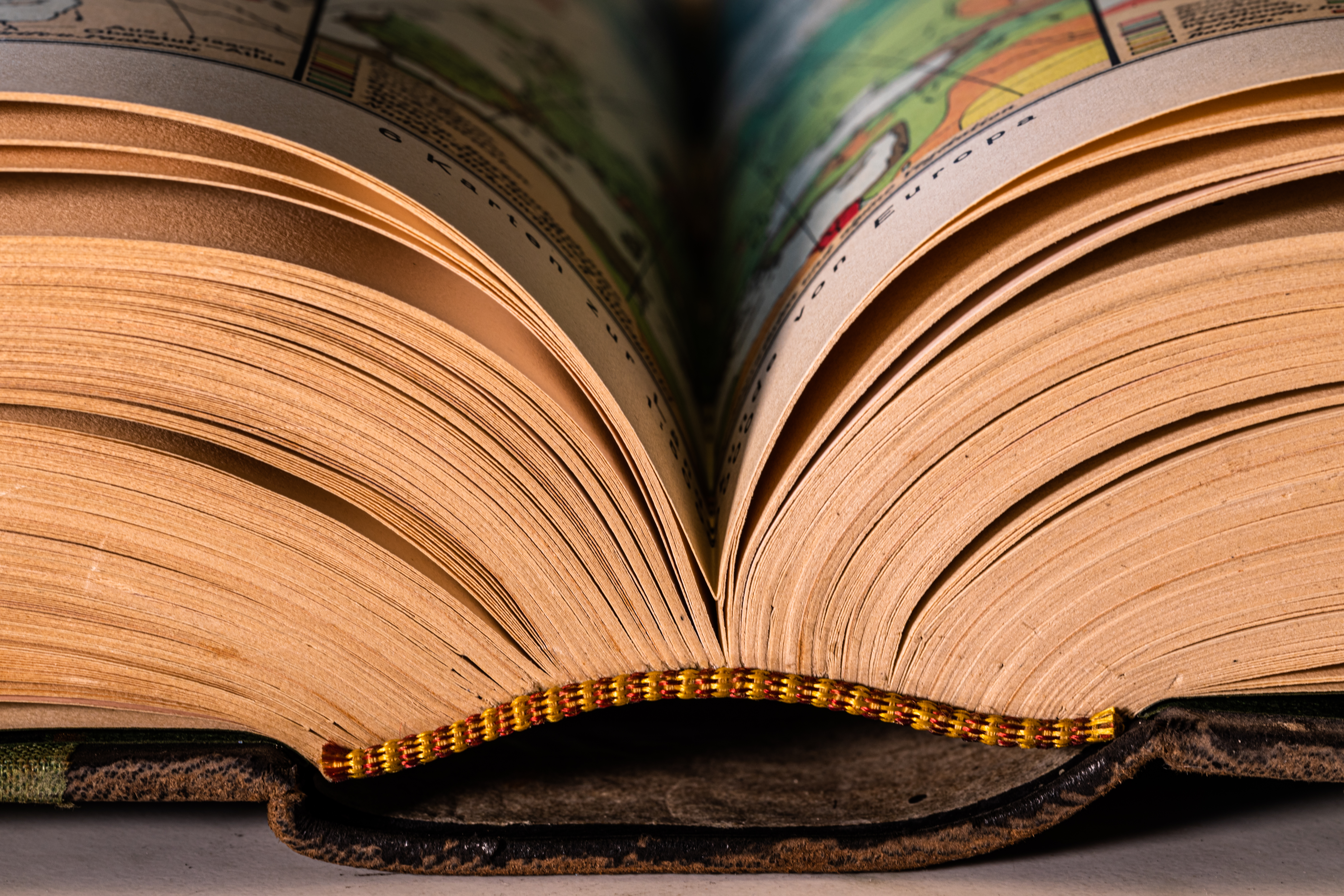
Une tranchefile comète.

La tranchefile tissée à la main est fixée régulièrement à la chaînette des cahiers au cours de sa broderie, renforçant et ornant les coiffes.
En 1876, Émile Littré indique que la tranchefile permet « de tenir les cahiers assemblés et de résister à l’effort de la main qui tire un livre d’entre d’autres livres rangés sur un rayon de bibliothèque ».
Depuis le XXe siècle, la tranchefile est de moins en moins tissée à la main, sauf pour les reliures de qualité. Pour la reliure courante, on la remplace généralement par une tranchefile « comète » (terme utilisé dès la fin du XIXe siècle), sorte de tranchefile préfabriquée imitant la tranchefile des anciennes reliures, que le relieur vient coller en coiffes de tête et de queue juste après le rognage éventuel des tranches. La tranchefile comète ne possède donc qu'une fonction ornementale.